# 성경성
성경성(盛京城, ᠮᡠᡴᡩᡝᠨ 
ᡥᠣᡨᠣᠨ, mukden hoton) 혹은 봉천성(奉天城)은 입관(入關) 전 후금(後金) 정권의 최후 수도이다. 1625년 후금 대한(大汗, amba han) 누르하치(Nurhaci, 努爾哈赤)는 동경성(東京城)에서 심양(瀋陽)으로 천도하였다. 1631년, 홍타이지(Hong Taiji, 皇太極)는 심양중위(瀋陽中衛)를 증축하고 이름을 성경(盛京)으로 고쳤다. 이는 “천권성경(天眷盛京)”의 의미이다. 청(淸)이 입관한 후에는 수도를 북경(北京)으로 삼으면서 성경성은 배도(陪都) 봉천부(奉天府) 소재지가 되었다. 1907년, 봉천성(奉天省)이 수립되면서 봉천성은 봉천성성(奉天省城)이 되었다. 중화민국(中華民國) 초기, 봉천시(奉天市)는 범위를 확대하여 원래 봉천성은 봉천노성(奉天老城)이라 불렀다. 만주국(滿洲國) 시기 봉천노성과 봉천상부지(奉天商埠地), 봉천만철부속지(奉天滿鐵附屬地)는 일체를 이뤘다. 현재 성경성은 심양시(瀋陽市) 심하구(瀋河區)와 대동구(大東區) 중심 지역이다.

## 청대 이전
기원전 128년, 서한(西漢)은 현재 심양 일대에 후성현(侯城縣)을 설치하고 중부도위(中部都尉)의 치소(治所)로 삼고 흙을 쌓아 성을 지었다. 이후에 성쇠를 계속 겪어 동한(東漢) 시기 후성현은 철폐되었다가 다시 복원되었다. 121년, 동한과 고구려(高句麗)가 교전하는 과정에서 후성현은 고구려군에게 불살라졌다. 이후 중건되어 중료군(中遼郡)의 치소가 되었다. 238년, 조위(曹魏) 군대가 요동(遼東)의 공손연(公孫淵)을 정벌하면서 후성현은 다시 파괴되었다. 서진(西晉)과 동진(東晉) 시기, 후성현은 철폐되었고, 일대는 현도군(玄菟郡)에 속하였다.
진 말기, 고구려가 흥성하고 요동을 점령하면서 한대의 후성현을 재설치하지 않았고 대신 그 주변에 작은 성읍을 몇개 지었다. 688년, 당(唐)의 군대가 고구려를 멸망시키고 요동을 점거하였고, 이후 요(遼) 초기까지 이르면서 후성현 일대는 성을 짓지 않았다.
요가 발해(渤海)를 멸망시킨 후, 심주(瀋州) 전 인구를 후성현 옛터로 옮기고 새로운 성을 쌓고 심주라 명명하였다. 요 시시 심주는 요태종(遼太宗) 야율덕광(耶律德光)이 직할한 “사성(私城)”이었다. 설에는 절도사(節度使)를 두었으며 판축 방식으로 성벽을 쌓고 4개의 성문을 개통하였으며 성내에 십자형 가도를 두었다.
1116년, 금(金)의 군대가 요를 따라 심주를 탈취하고, 요의 사성 건축 제도를 폐지하였으며, 이곳을 동경(東京)(요양遼陽) 관할의 군주성(軍州城)으로 삼고 절도사진수(節度使鎭守)를 설치하였다. 1163년 절도주(節度州)에서 자사주(刺史州)를 강등되었다. 금대 심주성은 요대의 규모를 유지하고 토성 위에 문 4개를 개통하였우나, 성루, 적대(敵臺), 성가퀴[城堞]  등은 설치하지 않았으며 성문은 여진(女眞) 습속의 목책문을 설치하였다.
13세기 초, 몽골이 흥기하면서 요동에서 금과 여러 격전을 벌였고, 심주성은 크게 파괴되었다. 1233년, 몽골군은 요동 일대를 점령하였다. 1263년, 고려(高麗)의 투항민을 안치하고자 성벽과 성내 시설을 재건하였다. 1266년, 원(元)은 심주성을 복구하였다. 1297년(대덕大德 원년), 원은 심양로(瀋陽路)의 치소를 요양에서 심주로 옮기고 심주성을 심양로성(瀋陽路城)으로 승격시켰다. 규모는 요금대 구조를 계승하여 4개 성문을 개통하고 성내에 십자형 가도를 두었으나 규모는 명청대 심양성보다 작았다.
명(明) 홍무(洪武) 19년(1386), 요동도지휘사사(遼東都指揮使司) 아래에 심양중위(瀋陽中衛), 심양좌위(瀋陽左衛), 심양우위(瀋陽右衛)를 두었고, 심양중위는 원대 심양로성 내에 설치하였다. 홍무 21년(1388), 심양중위지휘(瀋陽中衛指揮) 민충(閔忠)은 조정에 상주하여 심양중위의 대규모 개축과 증축을 요청하였다. 성벽 전장은 9리 30보까지 연장되었고, 내외 양측은 모두 벽돌로 쌓았다. 성벽 높이는 2장 5척에 사면에 각 1개 문을 개통하고 성루와 옹성(甕城)을 갖췄다. 4개의 문과 성루는 다음과 같다.
1. 남문 : 보안문(保安門), 성루는 영녕루(永寧樓)
2. 동문 : 영녕문(永寧門), 성루는 정변루(靖邊樓)
3. 북문 : 안정문(安定門), 성루는 진변루(鎭邊樓)
4. 서문 : 영창문(永昌門), 성루는 영은루(迎恩樓)

성벽 밖은 해자가 있어 너비 3장 깊이 8척에 이르는 해자가 이중으로 설치되었다. 성내 동서와 남북으로 난 대로는 십자 교차하였으며, 이 두 대가의 교차지점에 중심묘(中心廟)를 지었다.
『전료지(全遼志)』에 의하면, 심양중위성 남반부는 관청 지구이다. 다음과 같은 건물이 있었다.
1. 심양중위 치소(성 동남쪽 구석 원대 총관부(總管府) 옛터), 경력사(經歷司), 진무사(鎭撫司), 좌우중전후소(左右中前後所)(모두 심양중위 치소 내)
2. 찰원행대(察院行臺, 심양중위 치소 서남), 심양유격부(瀋陽游擊府, 심양중위 치소 서남방 구석, 가정(嘉靖) 신축년 도어사(都御史) 손회(孫檜)가 상주하여 설치), 심양비어공서(瀋陽備御公署, 심양중위 치소 서쪽)
3. 유학(儒學, 정통(正統) 2년 도어사 이준(李濬)이 상주하여 설치, 심양중위 치소 동쪽에 위치), 사학(社學)
4. 군기국(軍器局, 심양중위 치소 서북쪽), 군저창(軍儲倉, 심양중위 치소 서북쪽), 예비창(豫備倉, 군저창 내), 전백고(錢帛庫, 심양중위 치소 서남쪽), 양제원(養濟院, 심양중위 치소 서남쪽 구석), 초장(草場, 심양중위 치소 서남쪽 구석), 교장(教場, 설 동쪽 1리), 누택원(漏澤園) 등

동서 대로는 상가와 민간 거주 지역이었다.

## 건축

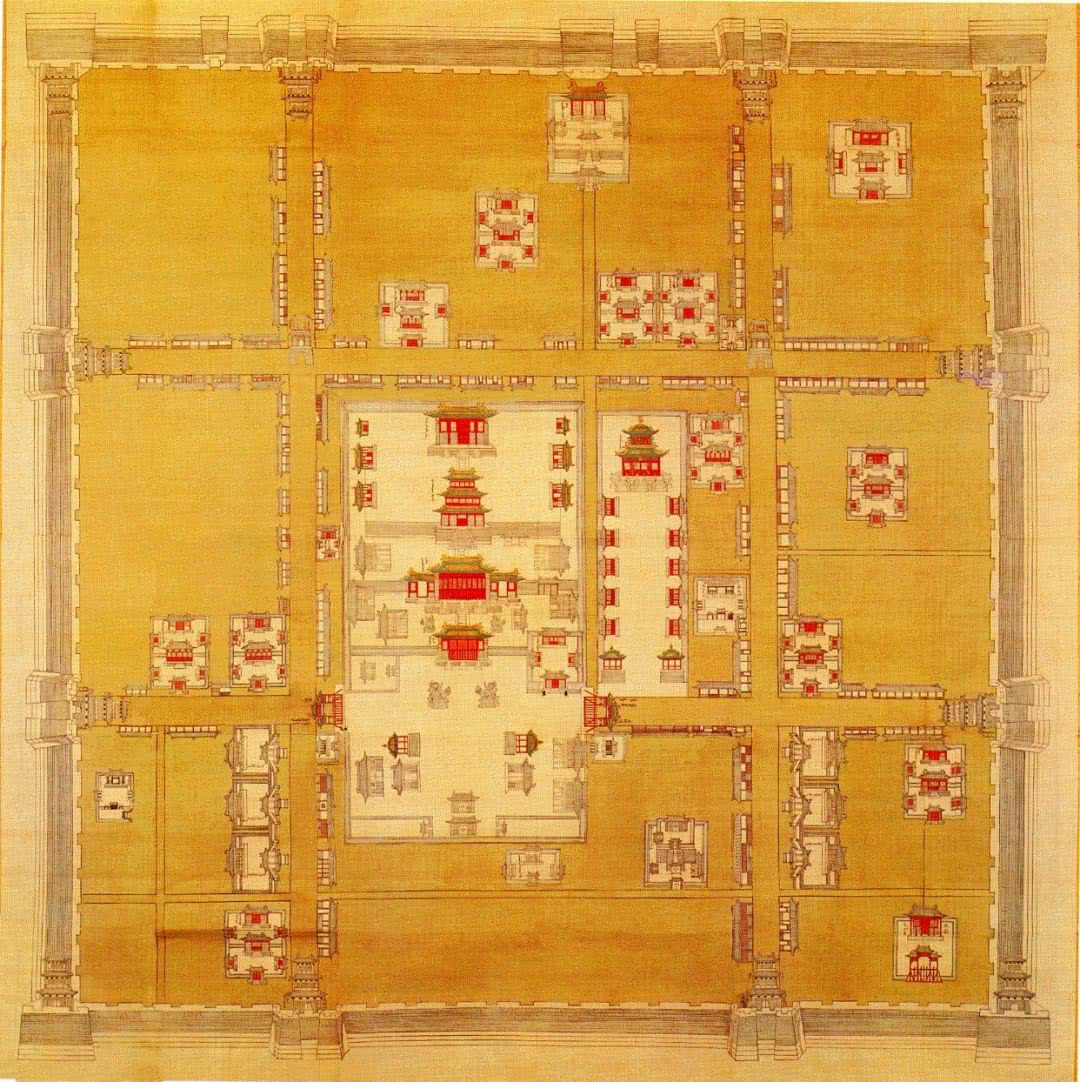
성경성궐도(盛京城闕圖)

### 내성
1621년, 누르하치의 후금군은 심양중위성(瀋陽中衛城)을 점령하였다. 1625년, 누르하치는 도성을 요양(遼陽) 옆에 신축한 동경성(東京城, dergi hecen)에서 심양으로 옮겼다. 『청태조실록(淸太祖實錄)』에는 다음과 같이 기록되었다.
황제가 여러 왕과 신하를 모으고 논의하여 심양으로 천도를 하고자 하니 여러 왕과 신하들은 간하며 말하였다. "동경을 신축하여 궁궐과 관청이 이제 막완공되었고 백성의 집은 미비되었는데, 이제 천도를 한다면 식량과 용품이 부족하고 역역은 번잡하게 일어나 백성들이 고통을 이기지 못할까 걱정됩니다." 황제는 윤허하지 않으며 말하였다. "심양은 사통팔달한 곳으로, 대명(大明) 서정(西征)에서 두르비(都兒鼻)에서 요하(遼河)를 건너는데 길이 곧고 가깝다. 심양은 후너허(混河)에서 수수허(蘇蘇河)로 통하고, 수수허 근원에서 벌목하여 물길을 따라 내려가 땔감을 이루 다 쓸 수 없으며, 출유하여 사냥하는 것에 있어 산은 가깝고 짐승은 많은데다 강에서 나는 이익도 겸하여 얻을 수 있을 것이다."

후금군이 점령한 심양중위는 '성이 크고 낮으며 높이는 1장도 안 되며, 면적은 5-6척에 불과하며 벽돌른 모두깎아 무너져 오를 수 있었다(城大而低, 身高不盈丈餘, 面僅五六尺, 其磚皆咸削坍塌, 可登而上)'고 한다. 누르하치는 일단 원래 심양중위 성벽 형식과 십자가도 형태를 고치지 않고, 십자가도 동남쪽 중심묘(中心廟) 가까운 곳에 대아문(大衙門)을 신축했으니 이는 곧 대정전(大政殿, 만주어 amba dasan i deyen)이다. 대정전은 대전(大殿)이나 독공전(篤恭殿)이라고도 하였다. 전각에 사용한 목재, 벽돌, 유리기와 등이 요양 동경성에서 철거하여 운반해 온 것이다. 전각 갚은 장방형 광장이며 좌우 양익에 팔기(八旗) 귀족 의정(議政) 기구인 십왕정(十王亭)이 있었으며, 광장 남단은 목책으로 막았다. 누르하치의 침궁은 북문인 안정문(安定門) 안에 있었고, 남북대가의 최북단에 있었다. 『성경성궐도(盛京城闕圖)』 기록에 의하면, 형식은 양진원락(兩進院落)이며, 제1진원락(第一進院落)에는 문 1좌가 맀고, 제2진원락에는 대계(臺階), 고대(高臺), 궁문(宮門)이 있으며, 문 안에는 침궁(寝宮) 3간이 있고, 좌우 상방(廂房)은 각 3간이다. 이외에 누르하치와 홍타이지 시기 성내에는 계속 도르곤(多爾袞)의 머르건왕부(墨兒根王府), 도도(多鐸)의 예친왕부(豫親王府), 아지거(阿濟格)의 바투르군왕부(巴圖魯郡王府), 아바타이(阿巴泰)의 요여군왕부(饒餘郡王府), 호오거(豪格)의 숙친왕부(肅親王府), 슈르하치(舒爾哈齊)의 장친왕부(莊親王府), 다이샨(代善)의 예친왕부(禮親王府), 사할리얀(薩哈璘)의 영친왕부(穎親王府), 요토(岳托)의 성친왕부(成親王府), 지르갈랑(濟爾哈朗)의 정친왕부(鄭親王府), 니칸(尼堪)의 경근군왕부(敬謹郡王府) 등의 건축물을 지었다.

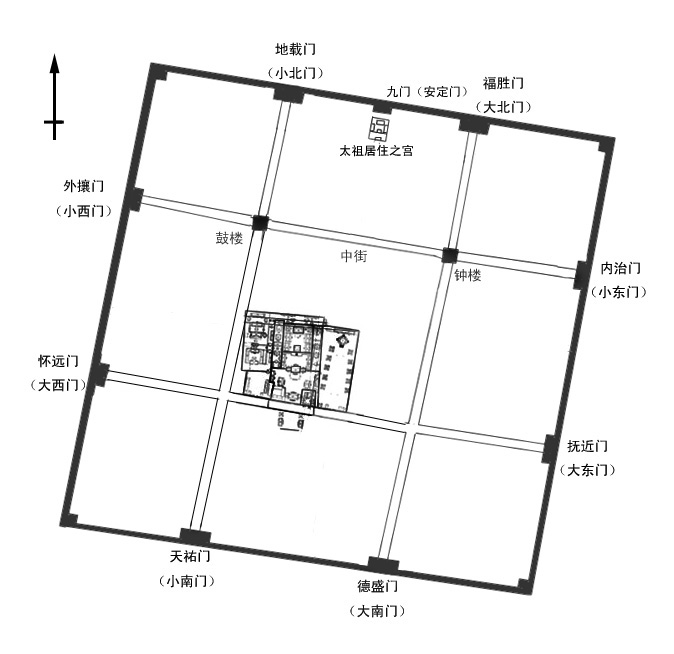
홍타이지가 개축한 성경성

1626년 누르하치가 병사하자 홍타이지가 즉위하였다. 1631년부터 홍타이지는 성경성을 개축하였다.
- 성벽 수리. 수리 후 성경성벽은 길이 9리 32보, 높이 3장 5척, 두께 3장 8척이 되었고, 내외로 벽돌을 쌓았으며, 여장(女牆)은 높이 7척 5촌이다. 사면은 타구(垛口) 651처를 설치하고 성루(城樓) 8좌, 각루(角樓) 4좌이다. 해자 너비는 14장 5척이다.
- 성문 증설. 증축 후 심양은 동서남북 4개 방향에 성문 8개가 설치되었다.
  - 남벽
    - 동쪽 덕성문(德盛門, erdemu i etehe duka，속칭 대남문大南門)
    - 서쪽 천우문(天祐門, abkai gosiha duka，속칭 소남문小南門)

  - 동벽
    - 남쪽 무근문(撫近門, hanciki be hairandara duka, 속칭 대동문大東門)
    - 북쪽 내치문(內治門, dorgi be dasara duka，속칭 소동문小東門)

  - 서벽
    - 남쪽 회원문(懷遠門, goroki be gosire duka, 속칭 대서문大西門)
    - 북쪽 외양문(外攘門, tulergi be toktobure duka, 속칭 소서문小西門)

  - 북벽
    - 동쪽 복승문(福勝門, hūturi hūsun de etehe duka, 속칭 대북문大北門)
    - 서쪽 지재문(地載門, na tukiyehe duka, 속칭 소북문小北門)

  - 원래 누르하치 침궁 소재의 북문 안정문(安定門) 성루와 성대(城臺) 모두 보류하였으나 벽돌로 문을 봉하여 막아 구문(九門)이라 함
- 성내 길 망은 원래 십자 형태에서 정자형(井字形)으로 바꾸고 구궁격(九宮格) 구도로 하여, 정중앙 한 격(格)에 황궁을 두었다.
- 원래 대정전 서변 홍타이지 즉위 전 버일러부(貝勒府)는 황제 정궁으로 증축하였다. 대 위의 침궁은 청녕궁(淸寧宮, genggiyen elhe gung)과 동서 각 궁으로 고쳤다. 대 아래 왕부대문(王府大門)은 숭정전(崇政殿, wesihun dasan i diyan)으로 고치고, 숭정전 앞은 대청문(大淸門, daicing duka)으로 고쳐 황궁 정문으로 삼고, 문 앞 좌우에 목패방(木牌坊)을 설치하고 문덕방(文德坊)과 무공방(武功坊)이라 하였다. 개축 후의 황궁 중 홍타이지가 정무를 보거나 거주하는 궁실은 동변의 대정전과 십왕정 건축군을 의례 건축으로 바꿨다.
- 황궁 앞에 육부(六部 : 吏部, 戶部, 禮部, 兵部, 刑部, 工部)와 양원(兩院 : 都察院, 理藩院)을 설치하였다.
- 황궁 뒤 사평가벽(四平街)는 상가로 하여, 전조후시(前朝後市) 격국을 이뤘다. 사평가와 대북문가, 소북문가 교차지점에 종루(鐘樓)와 고루(鼓樓)를 설치하였다.
- 덕승문 밖 남쪽 5리에 천단(天壇)을 지었다.
- 내치문 밖 동쪽 3리에 지단(地壇)을 지었다.
- 무근문 밖 동쪽 5리에 태묘(太廟)를 지었다. 후에 대청문 동쪽 경우궁(景祐宮) 자리로 옮겼다.
- 숭덕(崇德) 8년(1643) 성밖 동서남북에 네 탑을 지었다.

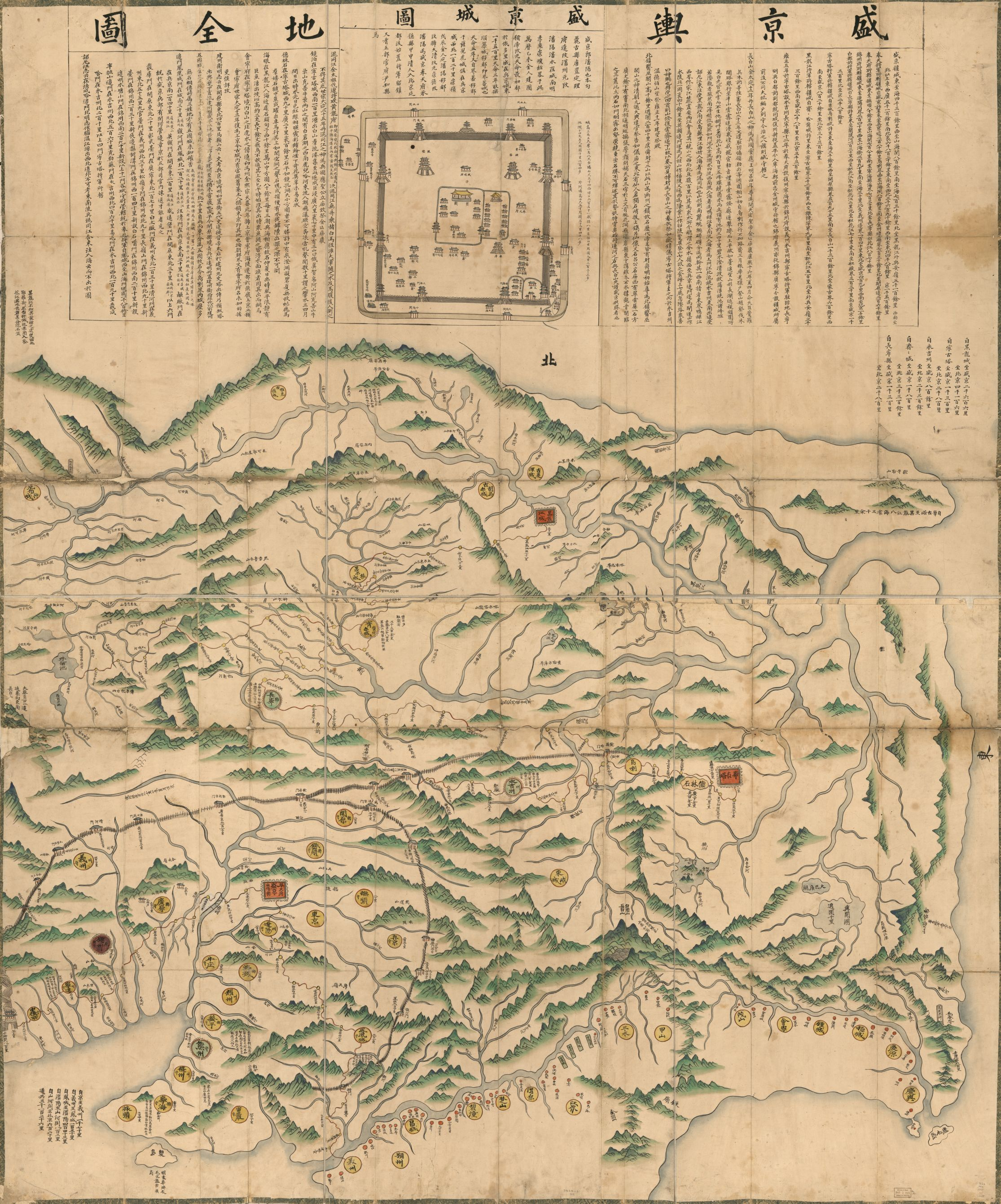
성경여지전도(盛京輿地全圖)

### 황궁
성경황숭은 성경성 정중앙에 있다. 세 로(路) 형태이다. 동로는 누르하치 시기 건축된 대정전과 십왕정 건축군이다. 중로는 홍타이지 시기 건축된 대청문(大淸門), 숭정전(崇政殿), 봉황루(鳳凰樓), 청녕궁(淸寧宮) 건축군 및 건륭 시기 건축된 심양고궁태묘(瀋陽故宮太廟), 동소(東所), 서소(西所) 등이다. 서로는 건륭 시기 건축된 문소각(文溯閣, 사고전서四庫全書 소장), 희대(戲臺)인 가음당(嘉蔭堂) 건축군이며 남면은 교마장(轎馬場)이다.

### 외성
강희(康熙) 19년(1680), 외성(外城)을 증축하였다. 형태는 원형에 가깝고 주위 둘레는 32리 48보이다. 팔도관문(八道關門), 대동변문(大東邊門), 소동변문(小東邊門), 대남변문(大南邊門), 소남변문(小南邊門), 대서변문(大西邊門), 소서변문(小西邊門), 대북변문(大北邊門), 소붓변문(小北邊門)을 설치하였다. 이들 문은 순서에 따라 내성(內城) 무근문(撫近門), 내치문(內治門), 덕성문(德盛門), 천우문(天佑門), 회원문(懷遠門), 외양문(外攘門), 복승문(福勝門), 지재문(地載門)과 돌길[石路]을 따라 서로 이어져 있다. 이후 성경성은 '내성방, 외성원(內城方, 外城圓)'의 “내외성(內外城)” 형태를 이뤘고, 민국 초기까지 이어졌다. 일본 남만주철도주식회사(南滿洲鐵道株式會社)가 봉천만철부속지(奉天滿鐵附屬地)를 세우고 민국이 상부(商埠)를 열면서 점차 양중심 형태가 되었다.

## 같이 보기
- 동경성
- 심양고궁
- 자이피얀성
- 후금